# Nero Caesar

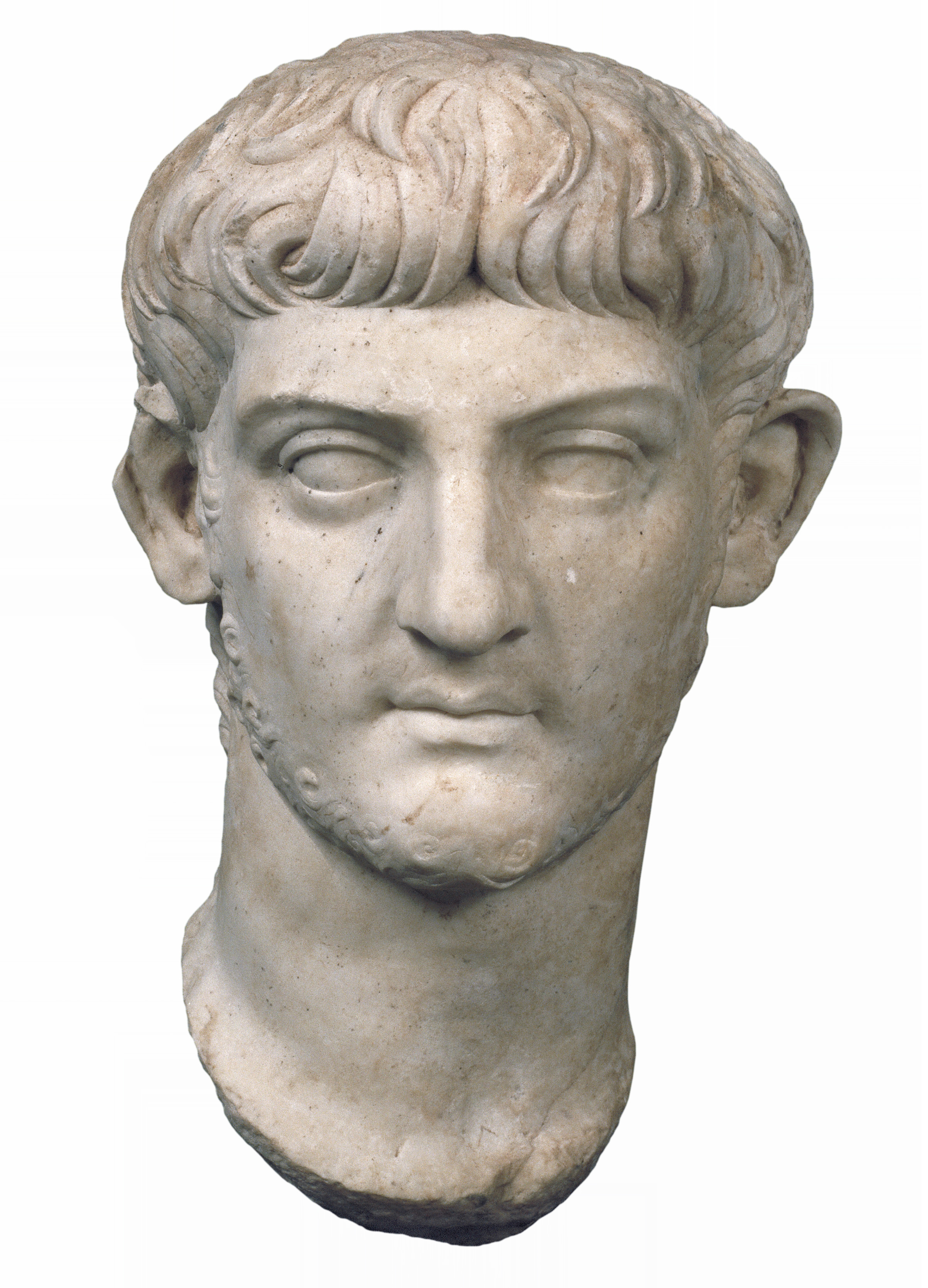
Nero Iulius Caesar, Museu Nacional Arqueològic de Tarragona

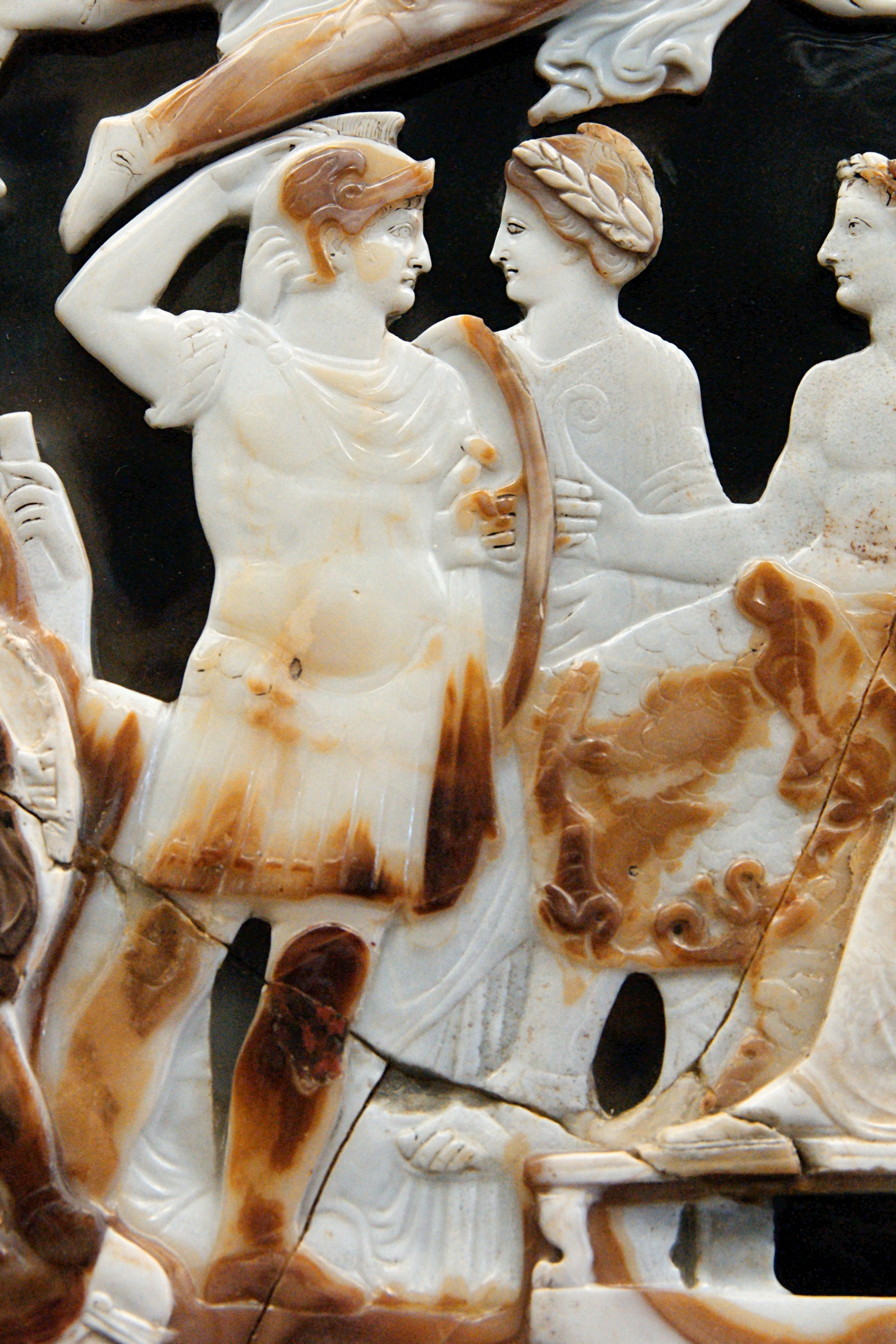
Nero Iulius Caesar begrüßt Tiberius, Detailausschnitt des Grand Camée de France, Paris

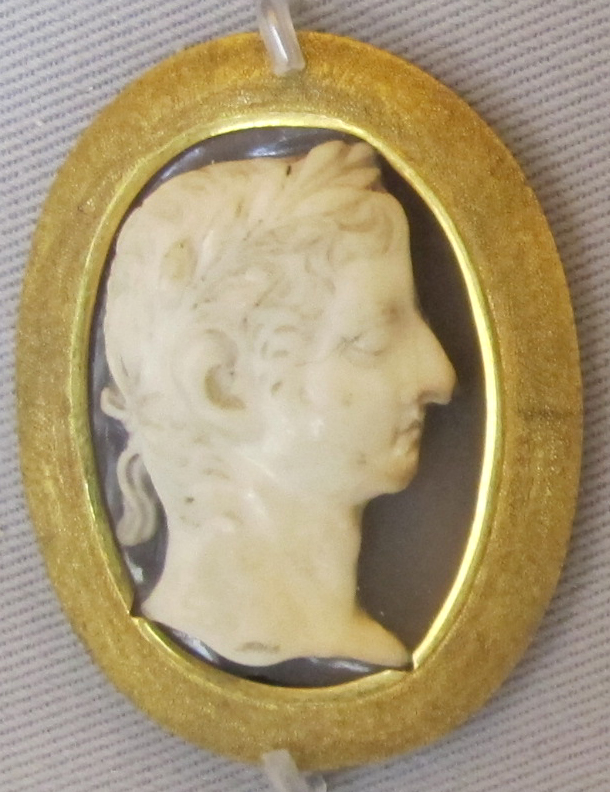
Nero Iulius Caesar

Nero Iulius Caesar Germanicus (* 6; † 30) war ein römischer Patrizier aus der Familie der Julier und war der älteste Sohn des Germanicus und der älteren Agrippina und damit Urenkel des Augustus und Enkel des älteren Drusus.

## Leben
Im Jahr 17, in einem Alter von 10 oder 11 Jahren, zog Nero zusammen mit seinen vier Geschwistern neben seinem von den Feldzügen aus Germanien abberufenen Vater im Triumph auf einem Triumphwagen in Rom ein. Im Herbst des gleichen Jahres wurde Germanicus durch den Kaiser Tiberius in den Osten entsandt. Auf dieser Reise wurde er von seiner Frau und seinem jüngsten Sohn Caligula begleitet. Nero Caesar, der seinen Vater nicht mehr lebend sehen sollte, verblieb mit seinem jüngeren Bruder Drusus Caesar und seinen zwei Schwestern in Rom. Unerwartet, am 10. Oktober des Jahres 19, verstarb Germanicus unter ungeklärten Umständen in Antiochia. Unter großer Anteilnahme der stadtrömischen Nobilität und Bevölkerung zog eine Delegation, der auch Nero und seine Geschwister angehörten, der mit den sterblichen Überresten des Germanicus rückkehrenden Mutter bis zur Stadt Tarracina entgegen.
Am 9. Juni 20 erhielt Nero die toga virilis, womit er seine Volljährigkeit erreicht hatte. Zusätzlich wurde ihm das Privileg zuteil, sich vor dem Erreichen des Mindestalters von 25 Jahren um die Quaestur zu bewerben, die er, neben verschiedenen Priesterämtern, im Jahr 26 ausübte. Er heiratete im Jahr 21 Iulia Livia, die Tochter von Tiberius’ Sohn Drusus und der Livilla. Zuvor war er mit Iunia, der Tochter des Quintus Caecilius Metellus Creticus Silanus, verlobt gewesen, die jedoch um das Jahr 20 unverheiratet verstorben war. Nero wurde zusammen mit seinem jüngeren Bruder Drusus Caesar im Jahr 23 von seinem Großonkel Tiberius adoptiert. Dessen eigener Sohn Drusus der Jüngere war kurz zuvor verstorben. Die Totenrede wie auch eine spätere Dankesrede im Namen der Städte Asiens wurden von Nero gehalten. In einer Senatssitzung wurde Nero im gleichen Jahr offiziell in seiner Bedeutung als der erstrangige, potentielle Thronnachfolger bestätigt und mit seinem Bruder in die Obhut des Senats gegeben. Anlässlich dieses Ereignisses wurde dem Volk ein Congiarium gewährt. Tiberius soll sich jedoch bereits im folgenden Jahr über die häufigen Ehrungen der Brüder durch den Senat verärgert gezeigt haben.

## Die Verschwörung des Seianus
Im Jahr 26 zog sich der Kaiser aus Rom gänzlich zurück, zunächst nach Kampanien und kurze Zeit später auf die Insel Capri. Die dauerhafte Abwesenheit des Princeps nutzte der Prätorianerpräfekt Lucius Aelius Seianus dazu aus, eigene politische Ambitionen voranzutreiben  und seine Machtstellung weiter auszubauen.
In einer Abfolge von mehreren Intrigen – Drusus der Jüngere war im Jahr 23 einer seiner Verschwörungen zum Opfer gefallen – beabsichtigte Seianus schließlich auch, die Germanicusfamilie zu beseitigen. Die ersten Anschläge galten der Witwe des Germanicus. Seianus hatte zuerst ohne Erfolg versucht, ihre Zuneigung und ihr Vertrauen zu gewinnen. Über Mittelsmänner ließ er ihr dann einreden, dass Tiberius plane, sie bei einem anstehenden Gastmahl vergiften zu lassen. Agrippina nahm dort aus Furcht keine der angebotenen Speisen zu sich, was wiederum Tiberius brüskiert zur Kenntnis nahm. Dieser Vorfall und die beständigen Verleumdungen des Seianus machten letztendlich dem Tiberius glaubhaft, dass eine konkrete Gefahr von Agrippina ausging.
Die nächsten Unternehmungen galten dem präsumtiven Nero Caesar. Hierbei installierte der Prätorianerpräfekt ein perfides Netzwerk aus Spitzeln und Zuträgern. Hierzu zählte Iulia, die Ehefrau, und auch Livilla, die Schwiegermutter des Nero und die Geliebte sowie Komplizin des Seianus. Weiter erschlich sich Seianus die Unterstützung dessen Bruders Drusus Caesar. Er nutzte geschickt deren Rivalität um die Erbfolge untereinander aus, indem er Drusus Hoffnungen auf den Thron suggerierte. Alle Äußerungen des Nero hinsichtlich des Kaisers, insbesondere die spontanen, unbedachten und sogar das im Schlaf unbewusst Gesprochene, sollen Seianus so zugetragen worden sein. Diese Informationen wurden gesammelt, entsprechend ausgeschmückt und schließlich an Tiberius weitergegeben. Die derart vorgebrachten Indizien und Zeugenaussagen überzeugten Tiberius schließlich von den Vorwürfen, die gegen Nero und gegen seine Mutter erhoben wurden. Im Jahr 27 wurden beide festgesetzt und unter militärisch bewachten Hausarrest gestellt.

## Majestätsprozess
Die Witwe des Augustus und Urgroßmutter der Germanicuskinder, Livia Drusilla, konnte aufgrund ihrer gesellschaftlichen Stellung und Einflussnahme schlimmere Folgen für die beiden vorerst verhindern. Nach ihrem Tod im Jahr 29 wurde Nero und seiner Mutter im Senat der Prozess gemacht. Die von Tiberius an den Senat gerichtete Anklageschrift bezichtigte beide der Empörung gegen den Staat und der Insubordination gegen seine Person. Nero wurde zusätzlich der sexuellen Perversion angeklagt. Belastet mit den Einlassungen der auftretenden Zeugen und belegt mlt den verfassten Geheimdossiers wurden beide verurteilt und zu Staatsfeinden (hostis) erklärt.

## Tod des Nero
Agrippina und ihr Sohn wurden auf verschiedene Inseln verbannt. Nero wurde auf der Insel Pontia inhaftiert. Dort verstarb er im Jahr 30 unter nicht endgültig geklärten Umständen. Entweder starb er, wie auch später sein Bruder Drusus, durch Verhungern oder durch Suizid. Sueton berichtet, dass man Nero durch die Inszenierung einer Scheinhinrichtung und das Vorzeigen von Folterwerkzeugen in den Selbstmord getrieben hatte.
Tacitus beschreibt den Nero als einen bescheidenen, zurückhaltenden jungen Mann, der mit dem zweckmäßigen Umgang jener vorherrschenden Machtverhältnisse sowie den sich daraus ergebenden Konstellationen und Gefahren völlig überfordert gewesen sei.
Im Jahr 37, nachdem der jüngste Bruder Caligula die Nachfolge des Tiberius angetreten hatte, wurde die Asche des Nero eigenhändig von ihm nach Rom überführt. Dort wurden die sterblichen Überreste in dem Mausoleum Augusti beigesetzt.